# Stanislas de Quercize
Pour les articles homonymes, voir Quercize.
 (septembre 2016).
Stanislas de Quercize, né le 13 mars 1957, est un entrepreneur,  homme d'affaires et chef d'entreprise français.

## Biographie

### Formation
En 1979, Stanislas de Quercize est diplômé de l'École supérieure de commerce de Rouen (NEOMA) et titulaire d'une licence en Droit (Université de Rouen-Normandie). 

### Carrière

#### Procter & Gamble
Stanislas de Quercize commence sa carrière comme chef de produit chez Procter & Gamble France de 1981 à 1986. 
ll devient ensuite Directeur Marketing Associé de Procter & Gamble pour la région Benelux basé à Bruxelles, jusqu'en 1988, 
puis Directeur Marketing Associé de Procter & Gamble France à Paris de 1988 à 1990.

#### Richemont / Montblanc / Alfred Dunhill / Van Cleef & Arpels / Cartier
En 1990, il quitte Procter & Gamble et rejoint l'univers du luxe en tant que Directeur Marketing, puis Directeur Général  
des sociétés Alfred Dunhill et Montblanc au sein du groupe Richemont en France. 
En 1994, Stanislas de Quercize est promu président de Montblanc pour l'Amérique du Nord. 
En 1997, il est promu Directeur du département Marketing international de la société Alfred Dunhill à Londres.
Il rentre chez Cartier en 1999 en qualité de Directeur Général pour la France. 
En 2002, Stanislas de Quercize est promu President & CEO de la région Amérique du Nord pour Cartier à New York.
Stanislas de Quercize est nommé President & CEO  Monde de Van Cleef & Arpels de 2005 à 2012.
De 2005 à 2015 Stanislas de Quercize est  administrateur du Comité Colbert.
En 2012, il est promu Président Directeur Général de Cartier International, basé à Genève.
En janvier 2016, Stanislas de Quercize est nommé président de Richemont France, il le restera jusqu'en avril 2017.

### Vie privée
Stanislas de Quercize est père de 4 fils.